# Laviana
Laviana is een gemeente in de Spaanse provincie en regio Asturië met een oppervlakte van 130,99 km². Laviana telt 13.402 inwoners (1 januari 2016).

## Demografische ontwikkeling
Bron: INE; 1857-2011: volkstellingen